# Dasypogon geradi
Dasypogon geradi là một loài ruồi trong họ Asilidae. Dasypogon geradi được Weinberg miêu tả năm 1987. Loài này phân bố ở vùng Cổ Bắc giới.